# Eni Rewind
Eni Rewind S.p.A. ist eine Tochtergesellschaft des italienischen Mineralöl- und Energiekonzerns Eni, die in den Sektoren Petrochemie und anorganische Chemie tätig ist. Sie ist in San Donato Milanese bei Mailand ansässig und verfügt über 31 Produktions- und 745 Verkaufsstätten in ganz Italien.
Das Unternehmen trug bis 1999 den Namen EniChem. Diejenigen Bereiche, die nicht zur Petrochemie gehörten, wurden im Jahr 2002 an Polimeri Europa übertragen. Zwischen 1999 und 2019 firmierte das Unternehmen unter dem Namen Syndial S.p.A.
Hauptprodukte sind Natriumhydroxid, Natriumhypochlorit, Salzsäure und Wasserstoff. Die wichtigsten Werke befinden sich in Assemini, Manfredonia, Cirò Marina, Porto Marghera, das zu Venedig gehört, und Porto Torres.
Syndial hält bis heute zahlreiche Immobilien und Grundstücke, womit das Unternehmen große Mengen von Altlasten verwaltet. Um die Liegenschaften verkaufen zu können, müssen aufwändige Reinigungsmaßnahmen durchgeführt werden. Aus der Vergangenheit wird das Unternehmen für Umweltschäden verantwortlich gemacht, wie etwa die Einleitung von DDT in den Lago Maggiore zwischen 1990 und 1996. Ein Gericht in Turin verurteilte das Unternehmen zu einer Geldstrafe von 1,9 Milliarden Euro.
2008 erhob zudem ein Gericht im kalifornischen San Francisco Anklage gegen Syndial wegen Preisabsprachen im Bereich Chloropren-Kautschuk aus den Jahren von etwa 1999 bis 2002.
Am 1. November 2019 änderte das Unternehmen seinen Namen von Syndial S.p.A. zurück zu Eni Rewind S.p.A.